# Fächerfisch
Der Fächerfisch (Istiophorus platypterus), oft auch Segelfisch genannt, ist ein großer, im offenen Ozean lebender Raubfisch, der fast weltweit in tropischen und subtropischen Regionen vorkommt. Die Art wird auf der Roten Liste der IUCN als gefährdet (vulnerable) geführt.
Neben Istiophorus platypterus wurde noch eine weitere Istiophorus-Art beschrieben, der „Atlantische Fächerfisch“, Istiophorus albicans   (Latreille, 1804). Beide Arten ähneln sich aber so stark, dass die Wissenschaft zunehmend nur noch Istiophorus platypterus anerkennt und Istiophorus albicans zum Synonym des ersten macht. Auch auf genetischer Ebene sind keine Unterschiede gefunden worden, die eine Trennung in zwei Arten rechtfertigen würden.

## Merkmale
Unverwechselbares Kennzeichen der Fächerfische, das man auch bei einem nah der Meeresoberfläche schwimmenden Fisch vom Boot aus erkennen kann, ist die große, segelartige erste Rückenflosse, die höher ist als der Fischkörper an seiner höchsten Stelle. Der Körper der Fächerfische ist langgestreckt und seitlich stark abgeflacht. Meist erreichen sie Längen von etwa 2,5 Meter. Als Maximallänge wird 3,80 Meter angegeben. Dabei erreichen die Fische ein Gewicht von 50 bis 100 kg. Sehr große Exemplare sind immer Weibchen. Fächerfische können angeblich Spitzengeschwindigkeiten von 40 bis 59 Knoten (ca. 75–110 km/h) erreichen und gehören daher zu den schnellsten Fischen. Jüngere Studien lassen diese Angaben jedoch stark anzweifeln, demnach überschreiten Fächerfische Geschwindigkeiten von 36 km/h nicht. Eine neue Studie zeigt, dass die theoretisch maximal zu erwartende Höchstgeschwindigkeit bei 36 bis 45 km/h liegt.
Die Oberseite der Fische ist dunkelblau, die Flanken hellblau mit braunen Farbmarkierungen und etwa 20, aus vielen hellblauen Punkten zusammengesetzten Längsstreifen. Der Bauch sowie die Basis der ersten und zweiten Afterflosse sind silbrig weiß. Die Membran der großen ersten Rückenflosse ist dunkelblau oder fast schwarz mit vereinzelten kleinen, runden, schwarzen Punkten. Die übrigen Flossen sind schwärzlich braun oder dunkelblau.

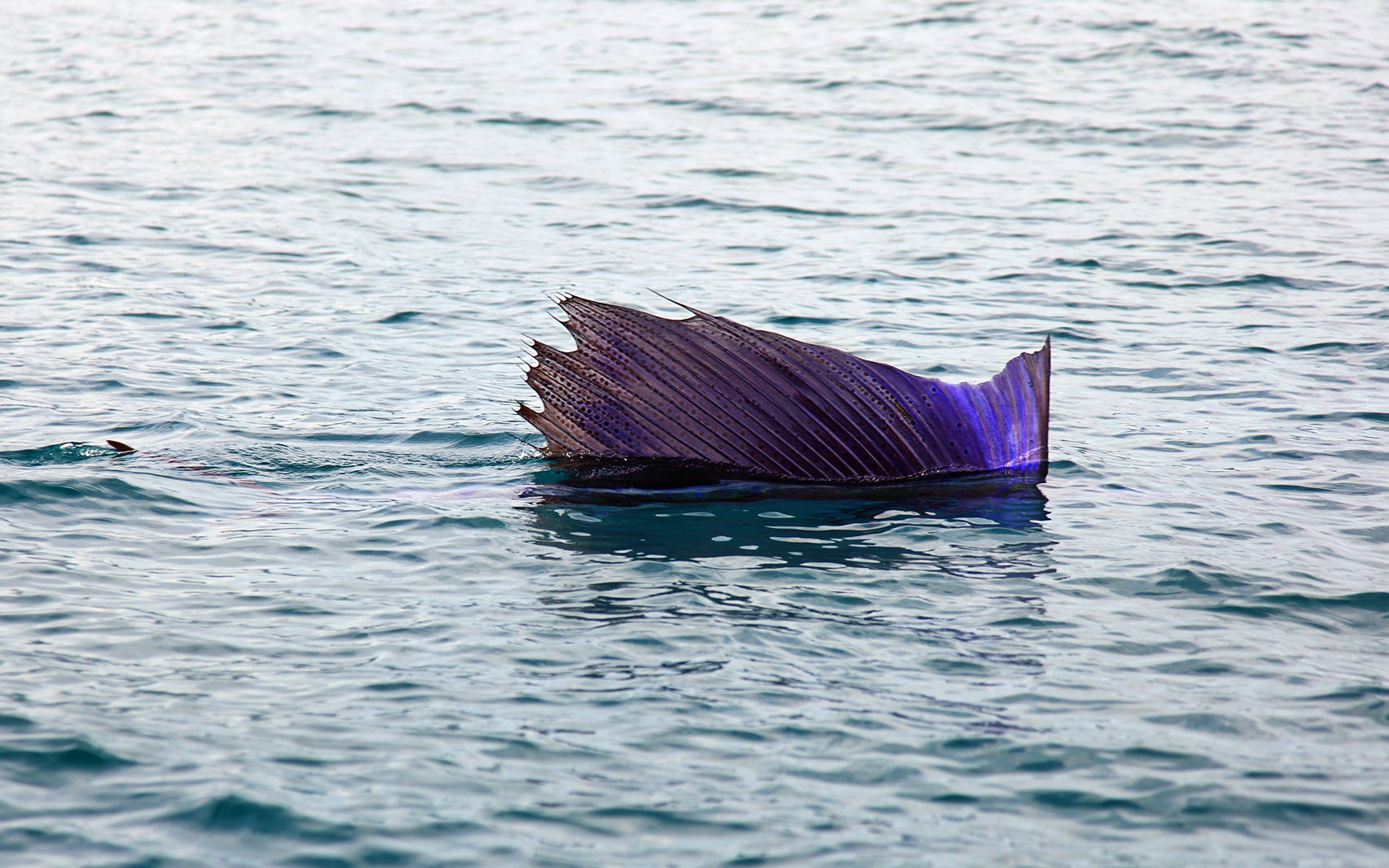
Die Rückenflosse eines Fächerfischs

Das schwertartig verlängerte Rostrum ist, wie bei allen Istiophoriden und im Unterschied zum Schwertfisch, rund im Querschnitt. Kiefer und Gaumenbein ausgewachsener Tiere sind mit kleinen Zähnen besetzt. Kiemenreusenstrahlen fehlen, die rechten und linken Branchiostegalmembranen sind zusammengewachsen. Der Fächerfisch setzt sein Rostrum zum Fang von Fischen ein, indem er horizontale Schläge ausführt oder einzelne Fische leicht anstößt und aus dem Gleichgewicht bringt.
Von den beiden Rückenflossen ist die erste sehr groß, mit einer langen Flossenbasis, die sich vom Hinterrand des Kopfes bis fast zur zweiten Rückenflosse auf dem Schwanzflossenstiel erstreckt. Sie wird von 42 bis 49 (maximal 46 bei I. albicans) Flossenstrahlen gestützt. Die zweite, wesentlich kleinere Rückenflosse hat sieben bis acht Flossenstrahlen. Die große Rückenflosse spielt eine wichtige Rolle beim Fischfang, da sie den Kopf stabilisiert (ähnlich wie der Kiel eines Boots), bevor der Fächerfisch einen Schlag mit seinem Rostrum ausführt.
Die erste der beiden kleinen Afterflossen wird von zwölf bis 17 Flossenstrahlen gestützt (elf bis 14 bei I. albicans), bei der zweiten sind es sechs bis sieben. Die zweite Afterflosse setzt etwas weiter vorne an als die zweite Rückenflosse. Der Anus liegt nah am Beginn der ersten Afterflosse.
Die Bauchflossen sind sehr lang und reichen bis zum Anus. Sie können, beim schnellen Schwimmen, in eine Grube gelegt werden und werden von einem Hartstrahl und zwei bis drei zusammengewachsenen Weichstrahlen gestützt. Die Brustflossen haben 18 bis 20 Flossenstrahlen. Bei immaturen Exemplaren (ab 90 cm Länge) sind sie bei I. albicans relativ zur Körperlänge länger als bei I. platypterus. Der Schwanzflossenstiel ist auf beiden Seiten doppelt gekielt und hat auf der Rücken- und der Bauchseite je eine flache Kerbe. Beide Schwanzflossenteile sind sichelförmig.
Fächerfische haben eine einzige, gut sichtbare Seitenlinie. Die Schuppen nehmen im Laufe des Wachstums eine unterschiedliche Form an. Die der Adulten haben eine einzige, ziemlich stumpfe Spitze und zwei hintere Enden. Sie sind völlig in die Haut eingebettet. Die Anzahl der Wirbel beträgt 24 (zwölf Präcaudalwirbel und zwölf Wirbel in der Schwanzwirbelsäule).

## Verbreitung
Der Fächerfisch kommt im westlichen Pazifik von 45° bis 50° nördlicher Breite und 40° bis 35° südlicher Breite und im kühleren östlichen Pazifik zwischen 35° N und 35° S vor. Im westlichen Indischen Ozean erstreckt sich das Verbreitungsgebiet nördlich des 45° südlicher Breite, im östlichen nördlich des 35° südlicher Breite. Im Norden wird das Verbreitungsgebiet durch die Küste Südasiens begrenzt. Die Fische leben auch im Roten Meer und wandern durch den Suezkanal in das Mittelmeer.
Im Atlantik kommt die atlantische Population der Fächerfische zwischen 40° nördlicher Breite im Nordwesten und 50° nördlicher Breite im Nordosten und 40° S im Südwesten und 32° S im Südwesten vor. Neben dem Mittelmeer haben beide Fächerfischpopulationen nur an der Küste Südafrikas Kontakt zueinander und können sich vermischen.
Fächerfische bevorzugen Wasser, das zwischen 21 und 28 °C warm ist, und halten sich vor allem oberhalb der Thermokline auf, können jedoch auch tiefer tauchen.

## Lebensweise
Fächerfische leben pelagisch in Tiefen von 200 Metern bis zur Meeresoberfläche. Sie unternehmen weite Wanderungen und halten sich oft in Küstennähe oder in der Nähe von Inseln auf. Gleich große Exemplare bilden Schulen bis 30 Individuen oder lockere Ansammlungen über eine größere Region. Fächerfische jagen häufig in Gruppen, die bis zu 70 Tiere umfassen können. Bei einem Angriff auf einen Fischschwarm werden mit dem Rostrum im Durchschnitt zwei Beutefische verletzt, aber nur jeder fünfte Angriff führt zu einem erfolgreichen Fang. Mit der Zeit werden immer mehr Fische verletzt und sind dadurch leichter zu fangen.
Meistens wechseln sich die Fächerfische bei ihren Angriffen auf Fischschwärme ab. Während ein Fächerfisch auf seinen Angriff wartet, verletzen andere Fächerfische bereits Fische im Schwarm und begünstigen den Jagderfolg bei seinem nächsten Angriff. Die Jagd in der Gruppe erzeugt also einen Effizienzvorteil für die Mitglieder und man spricht deshalb auch von Protokooperation.

### Ernährung
Fächerfische ernähren sich von kleineren pelagischen Fischen, Krebstieren oder Kalmaren. Unter den Beutefischen sind Sardinen, Halbschnabelhechte, Makrelen, Haarschwänze, Stachelmakrelen, Meerbrassen und Knurrhähne. Auch Papierboote werden verzehrt. Unterwasserbeobachtungen zeigen, dass die Fächerfische mit voller Geschwindigkeit und angelegten Bauchflossen in Fischschwärme schießen, dann mit einer scharfen Kurve und abgespreizten Bauchflossen bremsen und Fische in Reichweite mit schnellen Schwertschlägen töten und dann mit dem Kopf voran verzehren. Oft zeigen mehrere Individuen eine Art Team-Verhalten und arbeiten bei der Jagd zusammen. Sie bilden auch Fressgemeinschaften mit anderen marinen Großräubern wie Delfinen, Haien, Marlinen, Thunfischen und Goldmakrelen.
Kleine Fächerfischlarven ernähren sich vor allem von Ruderfußkrebsen, aber mit wachsender Größe wird die Ernährung sehr rasch auf Fischlarven und sehr kleine Fische von nur wenigen Millimeter Länge umgestellt.

### Fortpflanzung

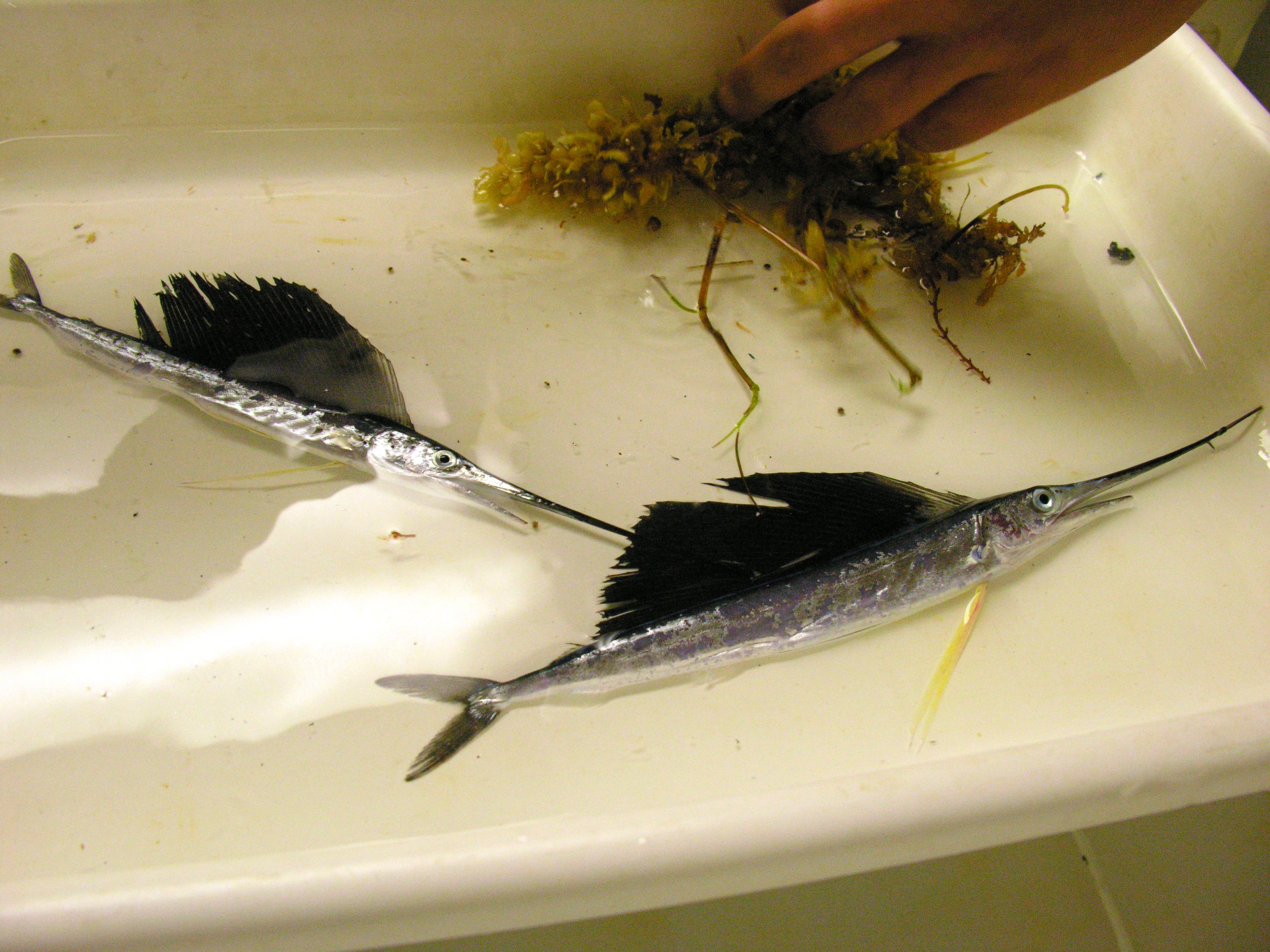
Junge Fächerfische

Fächerfische zeigen keinen äußeren Geschlechtsunterschied. Die größten Exemplare sind aber immer weiblich. Die Fortpflanzung findet vor allem während des örtlichen Sommers statt, kann aber auch das gesamte Jahr über vonstattengehen. Sie laichen in flachem Wasser in Küstennähe, paarweise oder ein Weibchen zusammen mit zwei oder drei Männchen. Es werden sehr viele Eier abgegeben. Bei einem 33,4 kg schweren Weibchen wurden 4,8 Millionen Eier gefunden, die in drei Gruppen nacheinander in den Ovarien reifen, so dass das Weibchen während der Fortpflanzungssaison eines Jahres dreimal laicht. Die reifen Eier haben einen Durchmesser von 0,85 bis 1,3 mm. Sie sind durchscheinend, ohne Struktur auf dem Dotter und enthalten einen Öltropfen, der sie im Wasser in der Schwebe hält. Auch die Larven sind pelagisch.

## Äußere Systematik

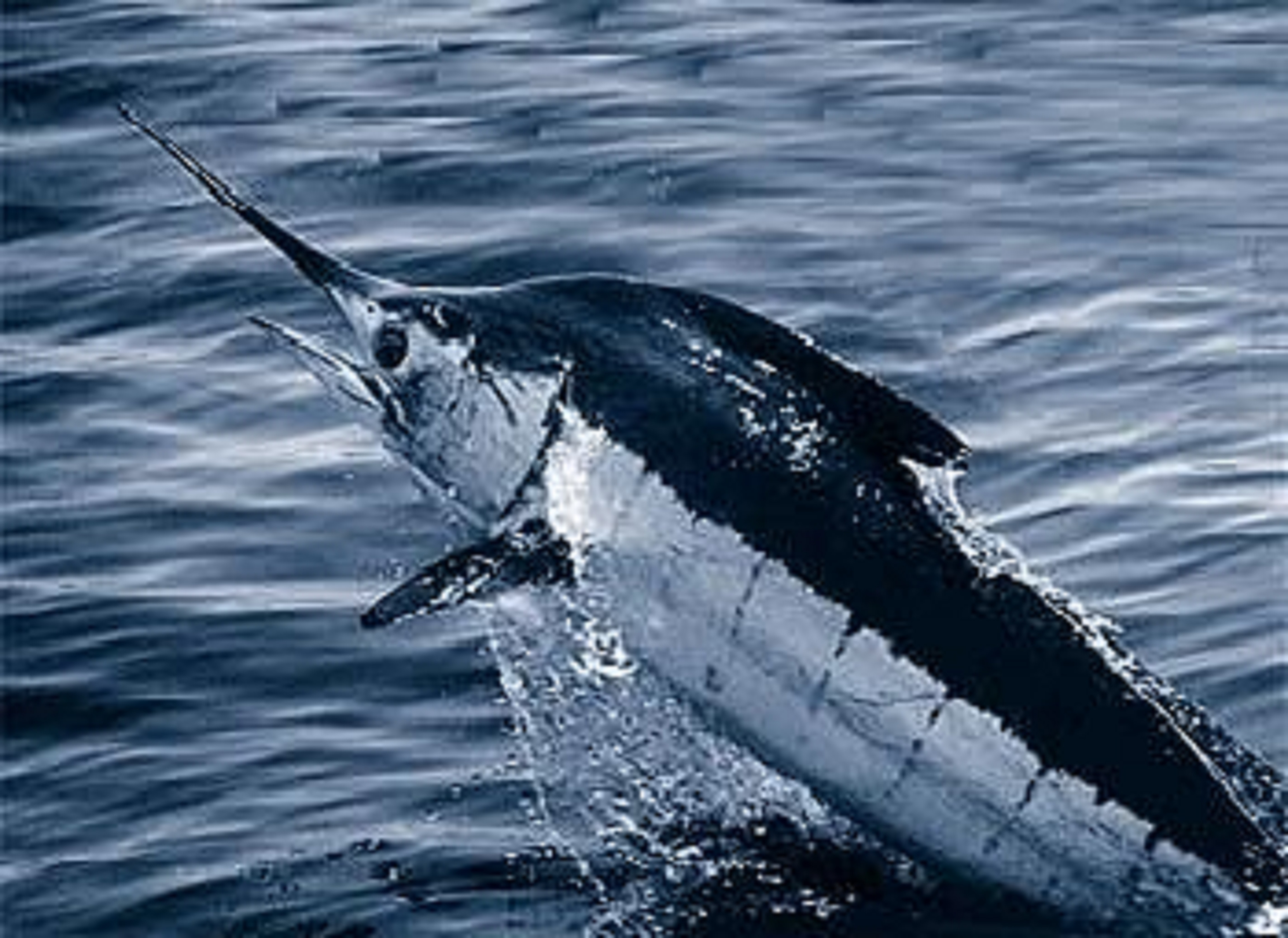
Der Blaue Marlin ist der nächste Verwandte des Fächerfisches.

Fächerfische gehören zur Familie der Istiophoridae, zu der auch die Marline und die Speerfische gehören. Sie unterscheiden sich von den Schwertfischen, die ein abgeflachtes, an den Seiten scharfes Schwert und keine Bauchflossen haben, durch die Bauchflossen und das im Querschnitt runde Schwert. Die Fächerfische sind die Schwestergruppe der Blauen Marline (Makaira nigricans). Zusammen sind sie die Schwestergruppe aller übrigen Marline und Speerfische. Ein durch die Analyse von Mitochondrien-DNA und dem Prinzip der Maximalen Sparsamkeit errechnetes Kladogramm zeigt die Verwandtschaftsverhältnisse aller Xiphioidei (Istiophoridae und Xiphidae):
|  | Fächerfisch (Istiophorus platypterus) |
|  |                                       |
|  | Blauer Marlin (Makaira nigricans)     |
|  |                                       |

|  | Schwarzer Marlin (Istiompax indica)                                                                   |
|  | |
|  | \| \| Weißer Marlin (Kajikia albida) \| \| \| \| \| \| Gestreifter Marlin (Kajikia audax) \| \| \| \| |
|  | |
|  | Weißer Marlin (Kajikia albida)                                                                        |
|  | |
|  | Gestreifter Marlin (Kajikia audax)                                                                    |
|  | |

|  | Weißer Marlin (Kajikia albida)     |
|  |                                    |
|  | Gestreifter Marlin (Kajikia audax) |
|  |                                    |

|  | Kurzschnäuziger Speerfisch (Tetrapturus angustirostris)                                                                           |
|  | |
|  | \| \| Langschnäuziger Speerfisch (Tetrapturus pfluegeri) \| \| \| \| \| \| Mittelmeer-Speerfisch (Tetrapturus belone) \| \| \| \| |
|  | |
|  | Langschnäuziger Speerfisch (Tetrapturus pfluegeri)                                                                                |
|  | |
|  | Mittelmeer-Speerfisch (Tetrapturus belone)                                                                                        |
|  | |

|  | Langschnäuziger Speerfisch (Tetrapturus pfluegeri) |
|  |                                                    |
|  | Mittelmeer-Speerfisch (Tetrapturus belone)         |
|  |                                                    |

|  | Kurzschnäuziger Speerfisch (Tetrapturus angustirostris)                                                                           |
|  | |
|  | \| \| Langschnäuziger Speerfisch (Tetrapturus pfluegeri) \| \| \| \| \| \| Mittelmeer-Speerfisch (Tetrapturus belone) \| \| \| \| |
|  | |
|  | Langschnäuziger Speerfisch (Tetrapturus pfluegeri)                                                                                |
|  | |
|  | Mittelmeer-Speerfisch (Tetrapturus belone)                                                                                        |
|  | |

|  | Langschnäuziger Speerfisch (Tetrapturus pfluegeri) |
|  |                                                    |
|  | Mittelmeer-Speerfisch (Tetrapturus belone)         |
|  |                                                    |

|  | Schwarzer Marlin (Istiompax indica)                                                                   |
|  | |
|  | \| \| Weißer Marlin (Kajikia albida) \| \| \| \| \| \| Gestreifter Marlin (Kajikia audax) \| \| \| \| |
|  | |
|  | Weißer Marlin (Kajikia albida)                                                                        |
|  | |
|  | Gestreifter Marlin (Kajikia audax)                                                                    |
|  | |

|  | Weißer Marlin (Kajikia albida)     |
|  |                                    |
|  | Gestreifter Marlin (Kajikia audax) |
|  |                                    |

|  | Kurzschnäuziger Speerfisch (Tetrapturus angustirostris)                                                                           |
|  | |
|  | \| \| Langschnäuziger Speerfisch (Tetrapturus pfluegeri) \| \| \| \| \| \| Mittelmeer-Speerfisch (Tetrapturus belone) \| \| \| \| |
|  | |
|  | Langschnäuziger Speerfisch (Tetrapturus pfluegeri)                                                                                |
|  | |
|  | Mittelmeer-Speerfisch (Tetrapturus belone)                                                                                        |
|  | |

|  | Langschnäuziger Speerfisch (Tetrapturus pfluegeri) |
|  |                                                    |
|  | Mittelmeer-Speerfisch (Tetrapturus belone)         |
|  |                                                    |

|  | Kurzschnäuziger Speerfisch (Tetrapturus angustirostris)                                                                           |
|  | |
|  | \| \| Langschnäuziger Speerfisch (Tetrapturus pfluegeri) \| \| \| \| \| \| Mittelmeer-Speerfisch (Tetrapturus belone) \| \| \| \| |
|  | |
|  | Langschnäuziger Speerfisch (Tetrapturus pfluegeri)                                                                                |
|  | |
|  | Mittelmeer-Speerfisch (Tetrapturus belone)                                                                                        |
|  | |

|  | Langschnäuziger Speerfisch (Tetrapturus pfluegeri) |
|  |                                                    |
|  | Mittelmeer-Speerfisch (Tetrapturus belone)         |
|  |                                                    |

|  | Fächerfisch (Istiophorus platypterus) |
|  |                                       |
|  | Blauer Marlin (Makaira nigricans)     |
|  |                                       |

|  | Schwarzer Marlin (Istiompax indica)                                                                   |
|  | |
|  | \| \| Weißer Marlin (Kajikia albida) \| \| \| \| \| \| Gestreifter Marlin (Kajikia audax) \| \| \| \| |
|  | |
|  | Weißer Marlin (Kajikia albida)                                                                        |
|  | |
|  | Gestreifter Marlin (Kajikia audax)                                                                    |
|  | |

|  | Weißer Marlin (Kajikia albida)     |
|  |                                    |
|  | Gestreifter Marlin (Kajikia audax) |
|  |                                    |

|  | Kurzschnäuziger Speerfisch (Tetrapturus angustirostris)                                                                           |
|  | |
|  | \| \| Langschnäuziger Speerfisch (Tetrapturus pfluegeri) \| \| \| \| \| \| Mittelmeer-Speerfisch (Tetrapturus belone) \| \| \| \| |
|  | |
|  | Langschnäuziger Speerfisch (Tetrapturus pfluegeri)                                                                                |
|  | |
|  | Mittelmeer-Speerfisch (Tetrapturus belone)                                                                                        |
|  | |

|  | Langschnäuziger Speerfisch (Tetrapturus pfluegeri) |
|  |                                                    |
|  | Mittelmeer-Speerfisch (Tetrapturus belone)         |
|  |                                                    |

|  | Kurzschnäuziger Speerfisch (Tetrapturus angustirostris)                                                                           |
|  | |
|  | \| \| Langschnäuziger Speerfisch (Tetrapturus pfluegeri) \| \| \| \| \| \| Mittelmeer-Speerfisch (Tetrapturus belone) \| \| \| \| |
|  | |
|  | Langschnäuziger Speerfisch (Tetrapturus pfluegeri)                                                                                |
|  | |
|  | Mittelmeer-Speerfisch (Tetrapturus belone)                                                                                        |
|  | |

|  | Langschnäuziger Speerfisch (Tetrapturus pfluegeri) |
|  |                                                    |
|  | Mittelmeer-Speerfisch (Tetrapturus belone)         |
|  |                                                    |

|  | Schwarzer Marlin (Istiompax indica)                                                                   |
|  | |
|  | \| \| Weißer Marlin (Kajikia albida) \| \| \| \| \| \| Gestreifter Marlin (Kajikia audax) \| \| \| \| |
|  | |
|  | Weißer Marlin (Kajikia albida)                                                                        |
|  | |
|  | Gestreifter Marlin (Kajikia audax)                                                                    |
|  | |

|  | Weißer Marlin (Kajikia albida)     |
|  |                                    |
|  | Gestreifter Marlin (Kajikia audax) |
|  |                                    |

|  | Kurzschnäuziger Speerfisch (Tetrapturus angustirostris)                                                                           |
|  | |
|  | \| \| Langschnäuziger Speerfisch (Tetrapturus pfluegeri) \| \| \| \| \| \| Mittelmeer-Speerfisch (Tetrapturus belone) \| \| \| \| |
|  | |
|  | Langschnäuziger Speerfisch (Tetrapturus pfluegeri)                                                                                |
|  | |
|  | Mittelmeer-Speerfisch (Tetrapturus belone)                                                                                        |
|  | |

|  | Langschnäuziger Speerfisch (Tetrapturus pfluegeri) |
|  |                                                    |
|  | Mittelmeer-Speerfisch (Tetrapturus belone)         |
|  |                                                    |

|  | Kurzschnäuziger Speerfisch (Tetrapturus angustirostris)                                                                           |
|  | |
|  | \| \| Langschnäuziger Speerfisch (Tetrapturus pfluegeri) \| \| \| \| \| \| Mittelmeer-Speerfisch (Tetrapturus belone) \| \| \| \| |
|  | |
|  | Langschnäuziger Speerfisch (Tetrapturus pfluegeri)                                                                                |
|  | |
|  | Mittelmeer-Speerfisch (Tetrapturus belone)                                                                                        |
|  | |

|  | Langschnäuziger Speerfisch (Tetrapturus pfluegeri) |
|  |                                                    |
|  | Mittelmeer-Speerfisch (Tetrapturus belone)         |
|  |                                                    |

|  | Fächerfisch (Istiophorus platypterus) |
|  |                                       |
|  | Blauer Marlin (Makaira nigricans)     |
|  |                                       |

|  | Schwarzer Marlin (Istiompax indica)                                                                   |
|  | |
|  | \| \| Weißer Marlin (Kajikia albida) \| \| \| \| \| \| Gestreifter Marlin (Kajikia audax) \| \| \| \| |
|  | |
|  | Weißer Marlin (Kajikia albida)                                                                        |
|  | |
|  | Gestreifter Marlin (Kajikia audax)                                                                    |
|  | |

|  | Weißer Marlin (Kajikia albida)     |
|  |                                    |
|  | Gestreifter Marlin (Kajikia audax) |
|  |                                    |

|  | Kurzschnäuziger Speerfisch (Tetrapturus angustirostris)                                                                           |
|  | |
|  | \| \| Langschnäuziger Speerfisch (Tetrapturus pfluegeri) \| \| \| \| \| \| Mittelmeer-Speerfisch (Tetrapturus belone) \| \| \| \| |
|  | |
|  | Langschnäuziger Speerfisch (Tetrapturus pfluegeri)                                                                                |
|  | |
|  | Mittelmeer-Speerfisch (Tetrapturus belone)                                                                                        |
|  | |

|  | Langschnäuziger Speerfisch (Tetrapturus pfluegeri) |
|  |                                                    |
|  | Mittelmeer-Speerfisch (Tetrapturus belone)         |
|  |                                                    |

|  | Kurzschnäuziger Speerfisch (Tetrapturus angustirostris)                                                                           |
|  | |
|  | \| \| Langschnäuziger Speerfisch (Tetrapturus pfluegeri) \| \| \| \| \| \| Mittelmeer-Speerfisch (Tetrapturus belone) \| \| \| \| |
|  | |
|  | Langschnäuziger Speerfisch (Tetrapturus pfluegeri)                                                                                |
|  | |
|  | Mittelmeer-Speerfisch (Tetrapturus belone)                                                                                        |
|  | |

|  | Langschnäuziger Speerfisch (Tetrapturus pfluegeri) |
|  |                                                    |
|  | Mittelmeer-Speerfisch (Tetrapturus belone)         |
|  |                                                    |

|  | Schwarzer Marlin (Istiompax indica)                                                                   |
|  | |
|  | \| \| Weißer Marlin (Kajikia albida) \| \| \| \| \| \| Gestreifter Marlin (Kajikia audax) \| \| \| \| |
|  | |
|  | Weißer Marlin (Kajikia albida)                                                                        |
|  | |
|  | Gestreifter Marlin (Kajikia audax)                                                                    |
|  | |

|  | Weißer Marlin (Kajikia albida)     |
|  |                                    |
|  | Gestreifter Marlin (Kajikia audax) |
|  |                                    |

|  | Kurzschnäuziger Speerfisch (Tetrapturus angustirostris)                                                                           |
|  | |
|  | \| \| Langschnäuziger Speerfisch (Tetrapturus pfluegeri) \| \| \| \| \| \| Mittelmeer-Speerfisch (Tetrapturus belone) \| \| \| \| |
|  | |
|  | Langschnäuziger Speerfisch (Tetrapturus pfluegeri)                                                                                |
|  | |
|  | Mittelmeer-Speerfisch (Tetrapturus belone)                                                                                        |
|  | |

|  | Langschnäuziger Speerfisch (Tetrapturus pfluegeri) |
|  |                                                    |
|  | Mittelmeer-Speerfisch (Tetrapturus belone)         |
|  |                                                    |

|  | Kurzschnäuziger Speerfisch (Tetrapturus angustirostris)                                                                           |
|  | |
|  | \| \| Langschnäuziger Speerfisch (Tetrapturus pfluegeri) \| \| \| \| \| \| Mittelmeer-Speerfisch (Tetrapturus belone) \| \| \| \| |
|  | |
|  | Langschnäuziger Speerfisch (Tetrapturus pfluegeri)                                                                                |
|  | |
|  | Mittelmeer-Speerfisch (Tetrapturus belone)                                                                                        |
|  | |

|  | Langschnäuziger Speerfisch (Tetrapturus pfluegeri) |
|  |                                                    |
|  | Mittelmeer-Speerfisch (Tetrapturus belone)         |
|  |                                                    |

|  | Fächerfisch (Istiophorus platypterus) |
|  |                                       |
|  | Blauer Marlin (Makaira nigricans)     |
|  |                                       |

|  | Schwarzer Marlin (Istiompax indica)                                                                   |
|  | |
|  | \| \| Weißer Marlin (Kajikia albida) \| \| \| \| \| \| Gestreifter Marlin (Kajikia audax) \| \| \| \| |
|  | |
|  | Weißer Marlin (Kajikia albida)                                                                        |
|  | |
|  | Gestreifter Marlin (Kajikia audax)                                                                    |
|  | |

|  | Weißer Marlin (Kajikia albida)     |
|  |                                    |
|  | Gestreifter Marlin (Kajikia audax) |
|  |                                    |

|  | Kurzschnäuziger Speerfisch (Tetrapturus angustirostris)                                                                           |
|  | |
|  | \| \| Langschnäuziger Speerfisch (Tetrapturus pfluegeri) \| \| \| \| \| \| Mittelmeer-Speerfisch (Tetrapturus belone) \| \| \| \| |
|  | |
|  | Langschnäuziger Speerfisch (Tetrapturus pfluegeri)                                                                                |
|  | |
|  | Mittelmeer-Speerfisch (Tetrapturus belone)                                                                                        |
|  | |

|  | Langschnäuziger Speerfisch (Tetrapturus pfluegeri) |
|  |                                                    |
|  | Mittelmeer-Speerfisch (Tetrapturus belone)         |
|  |                                                    |

|  | Kurzschnäuziger Speerfisch (Tetrapturus angustirostris)                                                                           |
|  | |
|  | \| \| Langschnäuziger Speerfisch (Tetrapturus pfluegeri) \| \| \| \| \| \| Mittelmeer-Speerfisch (Tetrapturus belone) \| \| \| \| |
|  | |
|  | Langschnäuziger Speerfisch (Tetrapturus pfluegeri)                                                                                |
|  | |
|  | Mittelmeer-Speerfisch (Tetrapturus belone)                                                                                        |
|  | |

|  | Langschnäuziger Speerfisch (Tetrapturus pfluegeri) |
|  |                                                    |
|  | Mittelmeer-Speerfisch (Tetrapturus belone)         |
|  |                                                    |

|  | Schwarzer Marlin (Istiompax indica)                                                                   |
|  | |
|  | \| \| Weißer Marlin (Kajikia albida) \| \| \| \| \| \| Gestreifter Marlin (Kajikia audax) \| \| \| \| |
|  | |
|  | Weißer Marlin (Kajikia albida)                                                                        |
|  | |
|  | Gestreifter Marlin (Kajikia audax)                                                                    |
|  | |

|  | Weißer Marlin (Kajikia albida)     |
|  |                                    |
|  | Gestreifter Marlin (Kajikia audax) |
|  |                                    |

|  | Kurzschnäuziger Speerfisch (Tetrapturus angustirostris)                                                                           |
|  | |
|  | \| \| Langschnäuziger Speerfisch (Tetrapturus pfluegeri) \| \| \| \| \| \| Mittelmeer-Speerfisch (Tetrapturus belone) \| \| \| \| |
|  | |
|  | Langschnäuziger Speerfisch (Tetrapturus pfluegeri)                                                                                |
|  | |
|  | Mittelmeer-Speerfisch (Tetrapturus belone)                                                                                        |
|  | |

|  | Langschnäuziger Speerfisch (Tetrapturus pfluegeri) |
|  |                                                    |
|  | Mittelmeer-Speerfisch (Tetrapturus belone)         |
|  |                                                    |

|  | Kurzschnäuziger Speerfisch (Tetrapturus angustirostris)                                                                           |
|  | |
|  | \| \| Langschnäuziger Speerfisch (Tetrapturus pfluegeri) \| \| \| \| \| \| Mittelmeer-Speerfisch (Tetrapturus belone) \| \| \| \| |
|  | |
|  | Langschnäuziger Speerfisch (Tetrapturus pfluegeri)                                                                                |
|  | |
|  | Mittelmeer-Speerfisch (Tetrapturus belone)                                                                                        |
|  | |

|  | Langschnäuziger Speerfisch (Tetrapturus pfluegeri) |
|  |                                                    |
|  | Mittelmeer-Speerfisch (Tetrapturus belone)         |
|  |                                                    |

## Nutzung
Fächerfische sind eine attraktive Trophäe für Hochseeangler. Ihr Fleisch wird vielfältig zubereitet und auch für Sashimi und Sushi verwendet.

## Gefährdung
Die IUCN listet den Fächerfisch auf der Roten Liste der gefährdeten Arten als gefährdet (vulnerable) (Stand 2021). Dies liegt an den langfristig zurückgehenden Populationszahlen: Der wichtigste Bestand im Indischen Ozean, der 87 % des weltweiten Bestands ausmacht, ist überfischt und wird weiterhin überfischt, wodurch ein Rückgang um 27–33 % innerhalb von 12 Jahren zu verzeichnen ist. 2017 wurde die maximale Fangquote von 25 000 Tonnen mit 34 891 Tonnen Fang deutlich überschritten. Der ostatlantische Bestand ist innerhalb von 12 Jahren um ca. 60 % eingebrochen. Im Ostpazifik sind die Bestandszahlen vermutlich ebenfalls rückläufig, im Zentral- und Westpazifik ist der Trend unbekannt. Lediglich im Westatlantik wurde ein positiver Trend festgestellt.